# National Register of Historic Places in Maine
Diese Tabelle enthält alle Listen, in denen die Einträge im National Register of Historic Places in den 16 Countys des US-amerikanischen Bundesstaates Maine aufgeführt sind:
|       | \| \| County \| Liste der Einträge in das NRHP im County \| Anzahl \| \| ----- \| ------------ \| ---------------------------------------- \| ------- \| \| 1 \| Androscoggin \| NRHP-Einträge im Androscoggin County \| 100 \| \| 2 \| Aroostook \| NRHP-Einträge im Aroostook County \| 060 \| \| 3 \| Cumberland \| NRHP-Einträge im Cumberland County \| 233 \| \| 4 \| Franklin \| NRHP-Einträge im Franklin County \| 043 \| \| 5 \| Hancock \| NRHP-Einträge im Hancock County \| 123 \| \| 6 \| Kennebec \| NRHP-Einträge im Kennebec County \| 125 \| \| 7 \| Knox \| NRHP-Einträge im Knox County \| 099 \| \| 8 \| Lincoln \| NRHP-Einträge im Lincoln County \| 100 \| \| 9 \| Oxford \| NRHP-Einträge im Oxford County \| 093 \| \| 10 \| Penobscot \| NRHP-Einträge im Penobscot County \| 100 \| \| 11 \| Piscataquis \| NRHP-Einträge im Maui County \| 054 \| \| 12 \| Sagadahoc \| NRHP-Einträge im Piscataquis County \| 058 \| \| 13 \| Somerset \| NRHP-Einträge im Somerset County (Maine) \| 058 \| \| 14 \| Waldo \| NRHP-Einträge im Waldo County \| 059 \| \| 15 \| Washington \| NRHP-Einträge im Washington County \| 097 \| \| 16 \| York \| NRHP-Einträge im York County \| 173 \| \| Summe \| Summe \| Summe \| 1.517 1 \| 1 Ein oder mehrere Objekte könnten aufgrund ihrer Lage in mehreren Listen eingeordnet sein, weshalb die angegebene Summe ggf. nicht exakt ist. |                                          |         |
|       | County | Liste der Einträge in das NRHP im County | Anzahl  |
| 1     | Androscoggin | NRHP-Einträge im Androscoggin County     | 100     |
| 2     | Aroostook | NRHP-Einträge im Aroostook County        | 060     |
| 3     | Cumberland | NRHP-Einträge im Cumberland County       | 233     |
| 4     | Franklin | NRHP-Einträge im Franklin County         | 043     |
| 5     | Hancock | NRHP-Einträge im Hancock County          | 123     |
| 6     | Kennebec | NRHP-Einträge im Kennebec County         | 125     |
| 7     | Knox | NRHP-Einträge im Knox County             | 099     |
| 8     | Lincoln | NRHP-Einträge im Lincoln County          | 100     |
| 9     | Oxford | NRHP-Einträge im Oxford County           | 093     |
| 10    | Penobscot | NRHP-Einträge im Penobscot County        | 100     |
| 11    | Piscataquis | NRHP-Einträge im Maui County             | 054     |
| 12    | Sagadahoc | NRHP-Einträge im Piscataquis County      | 058     |
| 13    | Somerset | NRHP-Einträge im Somerset County (Maine) | 058     |
| 14    | Waldo | NRHP-Einträge im Waldo County            | 059     |
| 15    | Washington | NRHP-Einträge im Washington County       | 097     |
| 16    | York | NRHP-Einträge im York County             | 173     |
| Summe | Summe | Summe                                    | 1.517 1 |